# Lijst van Nederlandse deelnemers aan de Olympische Zomerspelen van 2004
Dit is een lijst van Nederlandse deelnemers aan de Olympische Zomerspelen van 2004 in Athene.
| Olympiër                      | Sport            | Onderdeel | Ervaring  |
| ----------------------------- | ---------------- | --- | --------- |
| Sharnol Adriana               | honkbal          | herenteam | 2e Spelen |
| Joan van den Akker            | atletiek         | 4 x 100m estafette | debutant  |
| Thijs Al                      | wielrennen       | mountainbike | debutant  |
| Wietse van Alten              | boogschieten     | 70 meter FITA 70 meter FITA team                                                                                           | 2e Spelen |
| Pascal van Assendelft         | atletiek         | 4 x 100 m estafette | debutant  |
| Leopold van Asten             | paardensport     | springconcours individueel springconcours team                                                                             | debutant  |
| Marlies van Baalen            | paardensport     | dressuur individueel dressuur team                                                                                         | debutant  |
| Madelon Baans                 | zwemmen          | 100m schoolslag 4 x 100m wisselslag estafette                                                                              | 3e Spelen |
| Wladimir Balentien            | honkbal          | herenteam | debutant  |
| Johnny Balentina              | honkbal          | herenteam | 3e Spelen |
| Patrick van Balkom            | atletiek         | 4 x 100m estafette | debutant  |
| Michiel Bartman               | roeien           | mannen acht | 3e Spelen |
| Timothy Beck                  | atletiek         | 4 x 100m estafette | 2e Spelen |
| Patrick Beljaards             | honkbal          | herenteam | 2e Spelen |
| Maikel Benner                 | honkbal          | herenteam | debutant  |
| Annemieke Bes                 | zeilen           | Yngling klasse | debutant  |
| Rens Blom                     | atletiek         | polsstokhoogspringen | 2e Spelen |
| Rob Bontje                    | volleybal        | herenteam | debutant  |
| Michael Boogerd               | wielrennen       | wegwedstrijd | debutant  |
| Minke Booij                   | hockey           | damesteam | 2e Spelen |
| Ageeth Boomgaardt             | hockey           | damesteam | 2e Spelen |
| Mitch Booth                   | zeilen           | Tornado klasse | 3e spelen |
| Jan Bos                       | wielrennen       | team sprint | 3e Spelen |
| Theo Bos                      | wielrennen       | individuele sprint 1 km tijdrit keirin team sprint                                                                         | debutant  |
| Edith Bosch                   | judo             | -70 kilogram vrouwen | 2e Spelen |
| Dick Boschman                 | schietsport      | luchtgeweer klein kaliber geweer op 50 meter drie posities klein kaliber geweer op 50 meter liggend                        | 2e Spelen |
| Floris Braat                  | kanoën           | K1 slalom mannen | debutant  |
| Bart Brentjens                | wielrennen       | mountainbike | 3e Spelen |
| Carolijn Brouwer              | zeilen           | mix 49'er | 2e Spelen |
| Matthijs Brouwer              | hockey           | herenteam | debutant  |
| Ronald Brouwer                | hockey           | herenteam | debutant  |
| Gert-Jan Bruggink             | paardensport     | springen individueel springen team                                                                                         | debutant  |
| Chantal de Bruijn             | hockey           | damesteam | debutant  |
| Inge de Bruijn                | zwemmen          | 50 m vrij 100 m vrij 100 m vlinder 4 x 100m vrije slag                                                                     | 3e Spelen |
| Chris Bruil                   | badminton        | gemengddubbel | 2e Spelen |
| Lotte Bruil-Jonathans         | badminton        | dames dubbel gemengddubbel                                                                                                 | 2e Spelen |
| Yurendell de Caster           | honkbal          | herenteam | debutant  |
| Chun Wei Cheung               | roeien           | mannen acht | debutant  |
| Ivanon Coffie                 | honkbal          | herenteam | debutant  |
| Rob Cordemans                 | honkbal          | herenteam | 3e Spelen |
| Kalle Coster                  | zeilen           | 470 klasse mannen | debutant  |
| Sven Coster                   | zeilen           | 470 klasse mannen | debutant  |
| Albert Cristina               | volleybal        | herenteam | 2e Spelen |
| Pieter Custers                | boogschieten     | individueel mannen team mannen                                                                                             | debutant  |
| Femke Dekker                  | roeien           | skiff vrouwen | 2e Spelen |
| Erik Dekker                   | wielrennen       | wegrace mannen | 4e Spelen |
| Inge Dekker                   | zwemmen          | 4x100 meter vrije slag vrouwen                                                                                             | debutant  |
| Thomas Dekker                 | wielrennen       | tijdrit mannen | debutant  |
| Hurnet Dekkers                | roeien           | vrouwen acht | debutant  |
| Jeroen Delmee                 | hockey           | herenteam | 3e Spelen |
| Herbert Dercksen              | zeilen           | Tornado klasse mannen | 2e Spelen |
| Geert-Jan Derikx              | hockey           | herenteam | debutant  |
| Rob Derikx                    | hockey           | herenteam | debutant  |
| Geert-Jan Derksen             | roeien           | mannen acht | 2e Spelen |
| Joeri van Dijk                | zeilen           | mystral klasse mannen | debutant  |
| Kay van Dijk                  | volleybal        | herenteam | debutant  |
| Hennie Dompeling              | schietsport      | skeet mannen | 5e Spelen |
| Mijntje Donners               | hockey           | damesteam | 3e Spelen |
| Robin van Doornspeek          | honkbal          | herenteam | debutant  |
| Karel Dormans                 | roeien           | lichte vier zonder stuurman mannen                                                                                         | debutant  |
| Caimin Douglas                | atletiek         | 4 x 100m estafette | 2e spelen |
| Troy Douglas                  | atletiek         | 4 x 100m estafette | 4e spelen |
| Dave Draijer                  | honkbal          | herenteam | debutant  |
| Gerritjan Eggenkamp           | roeien           | mannen acht | 2e Spelen |
| Marten Eikelboom              | hockey           | herenteam | 2e Spelen |
| Guillaume Elmont              | judo             | -81 kilogram mannen | debutant  |
| Marit van Eupen               | roeien           | lichte dubbeltwee | 2e Spelen |
| Floris Evers                  | hockey           | herenteam | debutant  |
| Nico Freriks                  | volleybal        | herenteam | debutant  |
| Jan-Willem Gabriëls           | roeien           | mannen acht | debutant  |
| Miek van Geenhuizen           | hockey           | damesteam | debutant  |
| Dennis van der Geest          | judo             | +100 kilogram mannen | 2e Spelen |
| Elco van der Geest            | judo             | -100 kilogram mannen | debutant  |
| Dirk-Jan van Gendt            | volleybal        | herenteam | debutant  |
| Mike van de Goor              | volleybal        | herenteam | 3e Spelen |
| Deborah Gravenstijn           | judo             | -57 kilogram vrouwen | 2e Spelen |
| Jan-Cor van der Greef         | schietsport      | skeet mannen | debutant  |
| Chantal Groot                 | zwemmen          | 100 meter vlinderslag vrouwen 4x100 meter vrije slag vrouwen 4x200 meter vrije slag vrouwen 4x100 meter wisselslag vrouwen | 2e Spelen |
| Joeri de Groot                | roeien           | lichte vier zonder stuurman mannen                                                                                         | debutant  |
| Anky van Grunsven             | paardensport     | individueel dressuur ream dressuur                                                                                         | 5e Spelen |
| Guido Görtzen                 | volleybal        | herenteam | 3e Spelen |
| Annemiek de Haan              | roeien           | vrouwen acht | debutant  |
| Suzanne Harmes                | gymnastiek       | meerkamp vrouwen | debutant  |
| Max van Heeswijk              | wielrennen       | wegrace mannen | 2e Spelen |
| Levi Heimans                  | wielrennen       | Individuele achtervolging mannen team achtervolging mannen                                                                 | debutant  |
| Danny Heister                 | tafeltennis      | enkelspel mannen dubbelspel mannen                                                                                         | 3e Spelen |
| Yvonne Hijgenaar              | wielrennen       | individuele sprint vrouwen 500m tijdrit vrouwen                                                                            | debutant  |
| Evert-Jan 't Hoen             | honkbal          | herenteam | 3e Spelen |
| Ron van der Hoff              | boogschieten     | individueel mannen team mannen                                                                                             | debutant  |
| Nienke Hommes                 | roeien           | vrouwen acht | debutant  |
| Pieter van den Hoogenband     | zwemmen          | 50 meter vrije slag mannen 100 meter vrije slag mannen 200 meter vrije slag mannen 4x100 meter vrije slag mannen           | 3e Spelen |
| Wieke Hoogzaad                | triatlon         | individueel | 2e Spelen |
| Robert Horstink               | volleybal        | herenteam | debutant  |
| Mark Huizinga                 | judo             | -90 kilogram mannen | 3e Spelen |
| Chairon Isenia                | honkbal          | herenteam | 2e Spelen |
| Eelco Jansen                  | honkbal          | herenteam | 3e Spelen |
| Erik Jazet                    | hockey           | herenteam | 3e Spelen |
| Petronella de Jong            | zeilen           | yngling klasse vrouwen | debutant  |
| Sidney de Jong                | honkbal          | herenteam | debutant  |
| Ferenc Jongejan               | honkbal          | herenteam | 2e Spelen |
| Rebekka Kadijk                | volleybal        | beachvolleybal vrouwen | 2e Spelen |
| Sylvia Karres                 | hockey           | damesteam | debutant  |
| Trinko Keen                   | tafeltennis      | enkelspel mannen dubbelspel mannen                                                                                         | 3e Spelen |
| Joris Keizer                  | zwemmen          | 100 meter vlinderslag mannen                                                                                               | 2e Spelen |
| Johan Kenkhuis                | zwemmen          | 50 meter vrije slag mannen 4x100 meter vrije slag mannen                                                                   | 2e Spelen |
| Lieve van Kessel              | hockey           | damesteam | debutant  |
| Eugene Kingsale               | honkbal          | herenteam | debutant  |
| Lornah Kiplagat               | atletiek         | 10.000 m | debutant  |
| Karel Klaver                  | hockey           | herenteam | debutant  |
| Marko Klok                    | volleybal        | herenteam | 2e Spelen |
| Dirk van 't Klooster          | honkbal          | herenteam | 2e Spelen |
| Servais Knaven                | wielrennen       | wegrace mannen | 2e Spelen |
| Kirsten van der Kolk          | roeien           | lichte dubbeltwee | 2e Spelen |
| Annabel Kosten                | zwemmen          | 4x100 m vrije slag | debutant  |
| Annemarie Kramer              | atletiek         | 4 x 100m estafette | debutant  |
| Karsten Kroon                 | wielrennen       | wegrace | debutant  |
| Patrick de Lange              | honkbal          | herenteam | 2e Spelen |
| Marrit Leenstra               | volleybal        | beachvolleybal vrouwen | 2e Spelen |
| Laura van Leeuwen             | gymnastiek       | meerkamp dames | debutant  |
| Reily Legito                  | honkbal          | herenteam | 2e Spelen |
| Celina Lemmen                 | zwemmen          | 4x200 meter vrije slag vrouwen                                                                                             | debutant  |
| Rea Lenders                   | gymnastiek       | Trampoline vrouwen | debutant  |
| Gert-Jan Liefers              | atletiek         | 1500 m | debutant  |
| Gerard van der Linden         | roeien           | lichte vier zonder stuurman mannen                                                                                         | debutant  |
| Dirk Lippits                  | roeien           | skiff mannen | 2e Spelen |
| Mia Lobman-Tjiptawan          | badminton        | enkelspel vrouwen dubbelspel vrouwen                                                                                       | 3e Spelen |
| Tracy Looze-Hargreaves        | triatlon         | individueel | debutant  |
| Stefanie Luiken               | zwemmen          | 4x100 meter wisselslag vrouwen                                                                                             | debutant  |
| Kamiel Maase                  | atletiek         | 10.000 m | 2e Spelen |
| Calvin Maduro                 | honkbal          | herenteam | debutant  |
| Jesse Mahieu                  | hockey           | herenteam | debutant  |
| Diego Markwell                | honkbal          | herenteam | debutant  |
| Eugène Martineau              | atletiek         | tienkamp | debutant  |
| Margriet Matthijsse           | zeilen           | 470 klasse vrouwen | 3e Spelen |
| Mirjam Melchers               | wielrennen       | wegrace tijdrit vrouwen | 2e Spelen |
| Daniël Mensch                 | roeien           | mannen acht | debutant  |
| Ralph Milliard                | honkbal          | herenteam | 2e Spelen |
| Fatima Moreira de Melo        | hockey           | damesteam | 2e Spelen |
| Jens Mouris                   | wielrennen       | team achtervolging mannen                                                                                                  | 2e Spelen |
| Eefke Mulder                  | hockey           | damesteam | debutant  |
| Teun Mulder                   | wielrennen       | individuele sprint mannen team sprint mannen 1000m tijdrit mannen keirin mannen                                            | debutant  |
| Mark Neeleman                 | zeilen           | star klasse mannen | 5e Spelen |
| Peter van Niekerk             | zeilen           | star klasse mannen | 2e Spelen |
| Teun de Nooijer               | hockey           | herenteam | 3e Spelen |
| Reinder Nummerdor             | volleybal        | herenteam | 2e Spelen |
| Sam Oud                       | kanoën           | K1 Slalom mannen | debutant  |
| Harvey Perigault Monte        | honkbal          | herenteam | debutant  |
| Bas Peters                    | wielrennen       | cross country mannen | debutant  |
| Jacqueline Poelman            | atletiek         | 4 x 100 m estafette | 2e Spelen |
| Rob Reckers                   | hockey           | herenteam | debutant  |
| Lisanne de Roever             | hockey           | damesteam | debutant  |
| Elsbeth van Rooy-Vink         | wielrennen       | cross country vrouwen | 2e Spelen |
| Sven Rothenberger             | paardensport     | individueel dressuur ream dressuur                                                                                         | 2e Spelen |
| Karin Ruckstuhl               | atletiek         | zevenkamp | debutant  |
| Annemarieke van Rumpt         | roeien           | vrouwen acht | debutant  |
| Maartje Scheepstra            | hockey           | damesteam | debutant  |
| Imke Schellekens-Bartels      | paardensport     | individueel dressuur ream dressuur                                                                                         | debutant  |
| Peter Schep                   | wielrennen       | team achtervolging mannen puntenkoers mannen                                                                               | 3e Spelen |
| Janneke Schopman              | hockey           | damesteam | debutant  |
| Gerco Schröder                | paardensport     | springen individueel springen team                                                                                         | debutant  |
| Wim Schröder                  | paardensport     | springen individueel springen team                                                                                         | debutant  |
| Richard Schuil                | volleybal        | herenteam | 3e Spelen |
| Gregory Sedoc                 | atletiek         | 110 m horden | debutant  |
| Sarah Siegelaar               | roeien           | vrouwen acht | debutant  |
| Diederik Simon                | roeien           | mannen acht | 3e Spelen |
| Clarinda Sinnige              | hockey           | damesteam | 2e Spelen |
| Robert Slippens               | wielrennen       | madison mannen | 3e Spelen |
| Minke Smabers                 | hockey           | damesteam | 2e Spelen |
| Alexander Smit                | honkbal          | herenteam | debutant  |
| Rutger Smith                  | atletiek         | kogelstoten discuswerpen                                                                                                   | debutant  |
| Marlies Smulders              | roeien           | vrouwen acht | debutant  |
| Ivo Snijders                  | roeien           | lichte vier zonder stuurman mannen                                                                                         | debutant  |
| Jiske Snoeks                  | hockey           | damesteam | debutant  |
| Charmie Sobers                | taekwondo        | -67 kilogram | debutant  |
| Bram Som                      | atletiek         | 800 m | 2e Spelen |
| Danny Stam                    | wielrennen       | madison mannen | 2e Spelen |
| Patrick Stevens               | taekwondo        | -80 kilogram | debutant  |
| Jeroen Straathof              | wielrennen       | 4 km ploegachtervolging | 2e Spelen |
| Haike van Stralen             | zwemmen          | 4x200 meter vrije slag vrouwen                                                                                             | 2e Spelen |
| Taeke Taekema                 | hockey           | herenteam | debutant  |
| Helen Tanger                  | roeien           | vrouwen acht | debutant  |
| Annelies Thies                | zeilen           | yngling klasse vrouwen | debutant  |
| Sonja Tol                     | schermen         | degen dames individueel | debutant  |
| Jeroen Trommel                | volleybal        | herenteam | debutant  |
| Lieja Tunks-Koeman            | atletiek         | kogelstoten | 2e Spelen |
| Macha van der Vaart           | hockey           | damesteam | 2e Spelen |
| Thijs van Valkengoed          | zwemmen          | 100 meter schoolslag mannen 200 meter schoolslag mannen                                                                    | debutant  |
| Mark Veens                    | zwemmen          | 4x100 m vrije slag | 3e Spelen |
| Klaas Veering                 | hockey           | herenteam | debutant  |
| Bianca van der Velden         | synchroonzwemmen | Duet | debutant  |
| Sonja van der Velden          | synchroonzwemmen | Duet | debutant  |
| Marleen Veldhuis              | zwemmen          | 4x100 m vrije slag 50 m vrij 100 m vrij                                                                                    | debutant  |
| Matthijs Vellenga             | roeien           | mannen acht | debutant  |
| Gijs Vermeulen                | roeien           | mannen acht | debutant  |
| Alan Villafuerte              | gymnastiek       | trampoline mannen | 2e Spelen |
| Adrie Visser                  | wielrennen       | puntenkoers vrouwen | debutant  |
| Guus Vogels                   | hockey           | herenteam | 3e Spelen |
| Simon Vroemen                 | atletiek         | steeplechase | 2e Spelen |
| Chiel Warners                 | atletiek         | tienkamp | debutant  |
| Froukje Wegman                | roeien           | vrouwen acht | debutant  |
| Sander van der Weide          | hockey           | herenteam | 2e Spelen |
| Lisa Westerhof                | zeilen           | 470 klasse vrouwen | debutant  |
| Ester Workel                  | roeien           | vrouwen acht | debutant  |
| Jie Yao                       | badminton        | enkelspel vrouwen | debutant  |
| Mitja Zastrow                 | zwemmen          | 4x100 m vrije slag | debutant  |
| Anouska van der Zee           | wielrennen       | wegrace vrouwen | debutant  |
| Jaap Zielhuis                 | zeilen           | finn klasse mannen | debutant  |
| Leontien Zijlaard-van Moorsel | wielrennen       | wegrace vrouwen tijdrit vrouwen Individuele achtervolging vrouwen                                                          | 3e Spelen |
| Klaas-Erik Zwering            | zwemmen          | 4 x 100 m vrije slag | 2e Spelen |
| Claudia Zwiers                | judo             | -78 kilogram vrouwen | 2e Spelen |